# Põltsamaa-folyó
A Põltsamaa-folyó (észtül: Põltsamaa jõgi) Észtország harmadik leghosszabb folyója. Az ország középső részén helyezkedik el, a Narva-folyó vízrendszeréhez tartozik. Ismert még Paala-folyó, Mustjõgi, Vakkjõgi és Vorstijõgi néven is. Német neve Pahle-folyó.
Ärina falu mellett ered és a Võrtsjärv északi része közelében ömlik a Pedja-folyóba, utóbbi folyótorkolatától 4,3 km-re. Eközben négy megyén halad keresztül. Mellékfolyója a Preedi-folyó. Érinti az Endla és az Alam-Pedja természetvédelmi területeket.
Hossza 135 km, vízgyűjtő területe 1310 km². A folyó esése a teljes hosszán 71 m. Átlagos vízhozama 12,3 m³/s. Az éves szállított vízmennyiség 60%-a talajvízből, 30%-a hóolvadásból, 10%-a esővízből származik. A vízhőmérséklet éves szinten 21,5–1,5°C között változik.
A Põltsamaa-folyó táplálja az Endla mocsarak északi részét. A folyó mentén elterülő legnagyobb település Põltsamaa. Väike-Kamarinál a folyó duzzasztva van és egy 200 kW teljesítményű vízerőmű működik rajta.